# Storhjerne
Storhjernen (telencephalon, cerebrum) er den største del af hjernen hos mennesket, og hos pattedyr består den af de to hjernehemisfærer. Det er den del af hjernen, der udviklingsmæssigt ligger mest rostralt, dvs. længst fra rygmarven.
Hos pattedyrene er de to hjernehemisfærer forbundet via commisurer og – hos de placentale pattedyr – hjernebjælken (corpus callosum).